# Salvador Manzanares
Salvador Manzanares Fernández (Bretún, 18 de enero de 1788-Estepona, 8 de marzo de 1831) fue un militar liberal español. 

## Biografía
Nacido en 1788 en la localidad soriana de Bretún, ingresó en el ejército en 1805 y fue hecho prisionero en la batalla de Tudela durante la Guerra de la Independencia Española y enviado a prisión en Francia. Logró escapar y regresó a España, ocupando de nuevo distintos puestos en el ejército. Finalizada la guerra, fue juzgado por el Tribunal de la Inquisición por masón, por lo que se vio obligado a exiliarse en Francia hasta que pudo regresar en 1820.
Con el retorno al absolutismo tras la intervención de los cien mil hijos de San Luis en 1823, se organizan varias expediciones de liberales. Manzanares parte de Gibraltar, donde se encontraba refugiado, y tras varios intentos fracasados contra La Línea de la Concepción y Algeciras, tomó Los Barrios el 21 de febrero] de 1831 con la ayuda de Tomás Benítez y Carlos Vincent de Agramunt. A finales del mismo mes desembarcó en Getares y puso cerco a Algeciras. Después puso rumbo a Estepona, donde fue capturado y ejecutado. 